# Cal Milà (Tona)
Cal Milà és una obra amb elements noucentistes i modernistes de Tona (Osona) protegida com a Bé Cultural d'Interès Local.

## Descripció
Es tracta d'una casa adossada amb planta rectangular amb coberta a doble vessant. La façana és molt estreta i la planta baixa està totalment reformada i convertida en comerç.

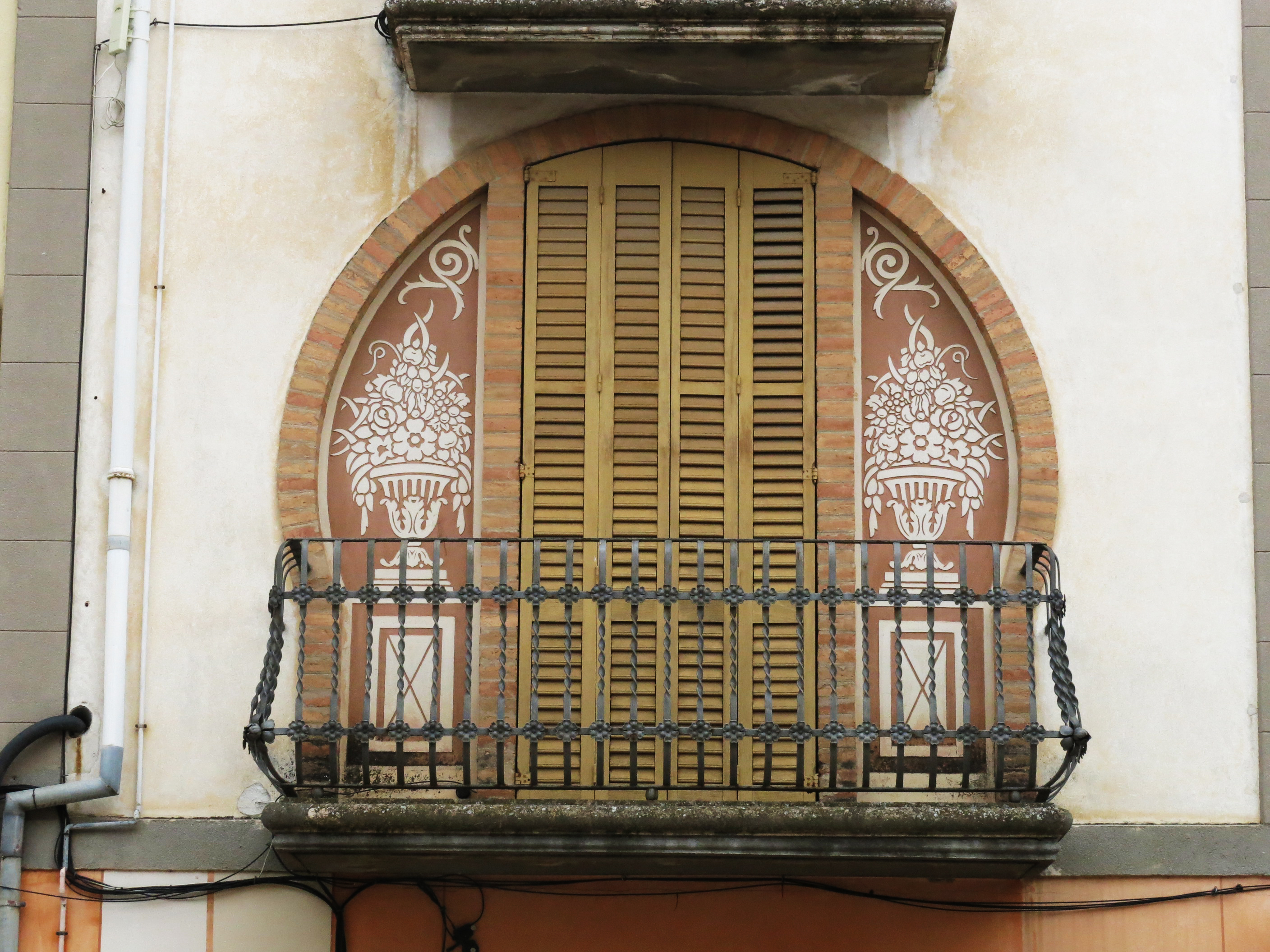
Balcó amb esgrafiats

Al primer pis hi ha un balcó decorat amb esgrafiats simètrics amb motius florals que envolten la porta del balcó. La barana d'aquest és de ferro forjat i línies ondulades. Tot l'esgrafiat queda decorat emmarcat amb un arc de maons vistos. Al damunt hi ha un altre balcó amb ferro forjat.
La façana queda coronada per una cornisa ornamentada amb teules i trossos de ceràmica. Damunt hi ha la data de 1923.

## Història
Mínima representació del modernisme, estil força representat a Tona, si bé amb una localització desigual.